# 돌방무덤
돌방무덤은 돌로 널을 안치하는 방을 만들고 그 위에 흙을 쌓아 올려 봉토를 만든 무덤이다. 널길이 달려 있고 천장 구조가 다양하다. 옛 용어는 석실묘(石室墓)이다.

## 같이 보기
- 돌무지무덤